# Gustav Martin
Gustav Martin (* 30. Mai 1862 in Breckerfeld; † 16. Juli 1947) war ein deutscher Chemiker und Industrieller.

## Leben

### Herkunft und Ausbildung
Gustav Martin wurde als Sohn des Silikat- und Schamottefabrikanten Heinrich Martin geboren. Nach dem Abitur am Rhein-Gymnasium in Köln-Mülheim studierte er an der TH Aachen, der TH Karlsruhe, der TH München und der TH Darmstadt Chemie.

### Berufliche Laufbahn

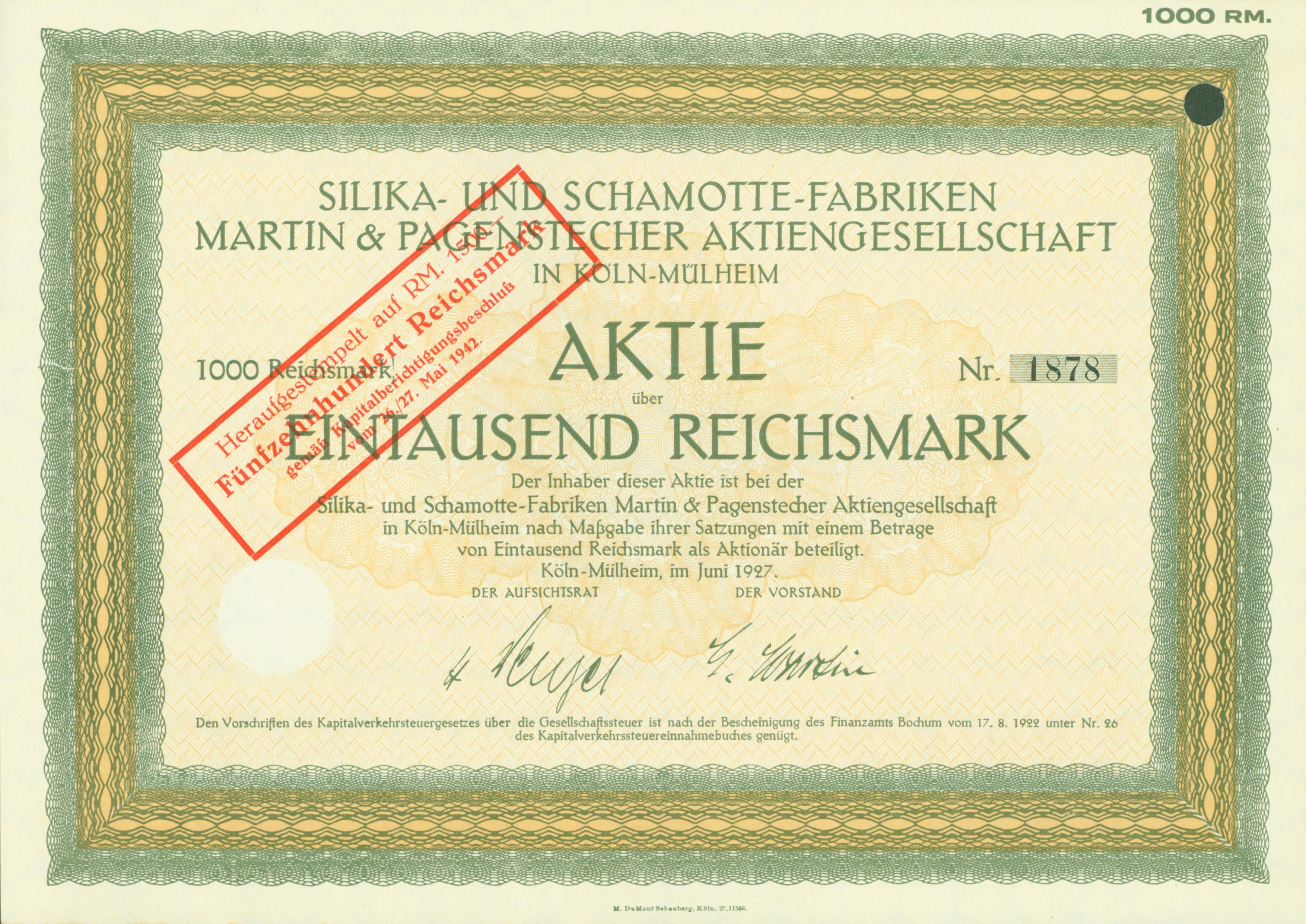
Aktie über 1000 RM der Silika- und Schamotte-Fabriken Martin & Pagenstecher AG vom Juni 1927 mit Unterschrift von Vorstand Gustav Martin

Im Anschluss an das Studium übte er in chemischen Fabriken und einem Hochofenwerk Tätigkeiten als Chemiker und Betriebsassistent aus. Nach dem Tod seines Vaters trat er 1885 in die von diesem mitbegründete Firma Martin & Pagenstecher ein. Mit der Umwandlung in eine GmbH wurde er 1902 deren Geschäftsführer und 1922 mit Gründung der Silika- und Schamotte-Fabriken Martin & Pagelstecher AG deren Vorstandsmitglied und Generaldirektor. Martin & Pagelstecher war eine der bedeutendsten Firmen der feuerfesten Industrie Deutschlands mit Betriebsstätten in Köln-Mülheim, Krefeld-Linn und Erckrath sowie Rohstoffbetrieben im Westerwald und Hessen.

### Weitere Mitgliedschaften und Engagements
In Aachen wurde Martin 1879 Mitglied im Fachverein der Chemiker und Hüttenleute, dem späteren Corps Montania. In Karlsruhe schloss er sich 1882 dem Corps Franconia an.
Martin war Mitglied des Aufsichtsrates der AG für chemische Industrie in Schalke und der Pulverfabrik Hasloch GmbH in Hasloch. Er war Vorsitzender des Arbeitgeberverbandes der feuerfesten Industrie von Köln und Umgebung sowie Vorstandsmitglied des Arbeitgeberbundes der feuerfesten Industrie in Berlin.